# Municipio de Nelson (Illinois)
El municipio de Nelson (en inglés: Nelson Township) es un municipio ubicado en el condado de Lee en el estado estadounidense de Illinois. En el año 2010 tenía una población de 874 habitantes y una densidad poblacional de 14,27 personas por km².

## Geografía
El municipio de Nelson se encuentra ubicado en las coordenadas 41°47′18″N 89°34′22″O / 41.78833, -89.57278. Según la Oficina del Censo de los Estados Unidos, el municipio tiene una superficie total de 61.24 km², de la cual 58,27 km² corresponden a tierra firme y (4,85 %) 2,97 km² es agua.

## Demografía
Según el censo de 2010, había 874 personas residiendo en el municipio de Nelson. La densidad de población era de 14,27 hab./km². De los 874 habitantes, el municipio de Nelson estaba compuesto por el 97,14 % blancos, el 0,46 % eran afroamericanos, el 0,57 % eran amerindios, el 0,46 % eran de otras razas y el 1,37 % eran de una mezcla de razas. Del total de la población el 5,49 % eran hispanos o latinos de cualquier raza.